# Touring Club Italiano
Le Touring Club Italiano ou Touring Club d'Italie ou TCI est une association à but non lucratif italienne et la principale organisation touristique du pays revendiquant 400 000 membres.

## Historique
Le TCI a été créé le 8 novembre 1894 par un groupe de 55 cyclistes menés par Luigi Vittorio Bertarelli (1859-1926) afin de faire la promotion des valeurs du cyclisme et des voyages. À cette fin, le TCI édite ses premières cartes touristiques en 1897 et voit l'adhésion de 16000 sociétaires en 1899. Avec l'arrivée de l'automobile, il s'adapte à ce mode de voyage. Le TCI est reconnu comme un important éditeur de cartes routières, livres, et de guides dont les plus importants sont :
- Le Guide rouge (Guide rosse), en 23 volumes (un par région) imprimés sur papier bible s'attachant à la description des aspects géographiques, historiques, et culturels des villes italiennes et reconnu par le Ministère des biens culturels italiens comme répertoire officiel. Ils sont sans illustrations et proposent des parcours de visites.
- Le Guide vert (Guide verdi), créé en 1980 comme une simplification du Guide rouge, avec des illustrations. Il est le plus vendu et diffusé.
- Le Guide or (Guide oro), essentiellement illustré avec peu de texte (sous forme de légendes).
- Le Guide jaune (Guide giale), bâti sur le modèle du Guide rouge, sans images, avec principalement des cartes topographiques et purement descriptifs sans propositions de parcours touristiques.

Le TCI a également assuré la traduction et la publication de guides touristiques étrangers comme les Guides bleus français.